# Koppal (huyện)
Huyện Koppal là một huyện thuộc bang Karnataka, Ấn Độ. Thủ phủ huyện Koppal đóng ở Koppal. Huyện Koppal có diện tích 7190 ki lô mét vuông. Đến thời điểm năm 2001, huyện Koppal có dân số 1193496 người.